# No Soy Tu Chiste
No Soy Tu Chiste (I'm Not a Joke en inglés, Não Sou Uma Piada en portugués) es la primera campaña viral venezolana, la cual por medio del arte plantea la sensibilización sobre la comunidad LGBTI. Las ilustraciones que conforman la campaña están basadas en psicología del color y fueron creadas por el escritor, ilustrador y activista Daniel Arzola el 23 de enero del año 2013 en respuesta a los numerosos actos de violencia contra la comunidad LGBTI en Venezuela y el mundo. 
La Campaña ha llegado a más de 30 países incluyendo a Rusia donde es compartida en portales web aunque esto sea penado por su ley. 
No Soy Tu Chiste se encuentra disponible en tres idiomas: castellano, inglés y portugués. La campaña posee 50 afiches ilustrados que plantean temas como homofobia, bullying, matrimonio entre personas del mismo sexo. Uno de los motivos que inspiraron la iniciativa fue un crimen ocurrido contra un joven de 18 años que fue quemado vivo por ser homosexual en la comunidad de Maracay.  
La campaña ha sido difundida en Facebook, Tumblr, Twitter, así como también diversos medios de comunicación en Latinoamérica como la revista Estampas de Venezuela y Papel Literario del Diario El Nacional (Venezuela) además del diario Página12 de Argentina. Medios de comunicación de Europa también han atendido la campaña como la revista austriaca Vangardist Magazine. El 8 de octubre de 2013 la cantante estadounidense Madonna expresó por medio de su cuenta en Twitter que amaba este proyecto.

## Filosofía de la campaña
No Soy Tu Chiste se desvincula de muchas frases empleadas por campañas de los años 80s y 90s, donde se pregona que todos somos iguales. La filosofía de la campaña plantea "Soy diferente y tengo derecho a ser tratado igual". Las diferencias como personas nos hacen diversos y ser diversos nos hace valiosos. Todas las frases fueron escritas por Daniel Arzola. El nombre "No Soy Tu Chiste" es en primera persona por realzar la importancia del individuo ante los derechos, "Los derechos no pertenecen a las masas, pertenecen a cada persona" a su vez surge ante la gran cantidad de estereotipos dañinos que hay en la televisión venezolana, donde el gay es ridiculizado, la lesbiana vista como una fantasía del hombre heterosexual y el transgénero es invisibilizado, haciendo creer que un homosexual es un hombre vestido de mujer. "No Soy Tu Chiste" está basada en un método de acción no violenta incluido en las teorías del profesor Gene Sharp en este caso usada contra la burla y el prejuicio empleados como herramientas de ataque y violencia psicológica.

## Nace una campaña viral
A tan sólo 6 meses de su creación la campaña ha llegado a más de un millón de personas en más de 30 países. el 14 de septiembre la cadena de televisión internacional Al Jazeera reseña el impacto en redes sociales del trabajo de Arzola De igual modo posee el primer blog venezolano en formar parte de la sección Spotlight en Tumblr, esta sección destaca los mejores blogs que habitan su plataforma. No Soy Tu Chiste ha aparecido en varios programas de noticias locales, nacionales e internacionales, como el diario Página 12 de Argentina, la revista Venezolana Estampas Las ilustraciones de la campaña siguen circulado en Internet y los números de participantes siguen siendo creciendo día a día. "No Soy Tu Chiste" es una campaña que plantea el respeto por las diferencias alegando como única igualdad importante, la igualdad ante la ley. De esta forma Proyectos de matrimonio entre personas del mismo sexo de distintas partes del mundo, como Venezuela, Colombia y Estados Unidos (Oregon Marriage Equality) se han interesado en compartir y usar la campaña.